# Peléh
Emerson Alves dos Santos (São Paulo, 19 de febrero de 1999), conocido deportivamente como Peléh, es un jugador de fútbol sala brasileño, que juega en el Levante UD FS de Segunda División Española.

## Carrera deportiva
Se forma en las categorías inferiores del Corinthians , en 2017 se marcha al AD Fundão , dónde juega hasta 2022, cuando ficha por el Levante UD FS, dónde juega actualmente.

## Trayectoria
| Club          | País     | Año       |
| ------------- | -------- | --------- |
| Corinthians   | Brasil   | 2016-2017 |
| AD Fundão     | Portugal | 2017-2022 |
| Levante UD FS | España   | 2022-act. |